# طبقه جدید
طبقه جدید (به انگلیسی: New class) به عنوان یک اصطلاح جدلی توسط منتقدان کشورهای پیرو کمونیسم از نوع شوروی برای توصیف طبقه حاکم ممتاز دیوان‌سالار و حزب کمونیست کارگزاران استفاده می‌شود که در این ایالت‌ها به وجود آمدند. به‌طور کلی، گروهی که در اتحاد شوروی به نام نومن‌کلاتورا شناخته می‌شود، با نظریه طبقه جدید مطابقت دارد. این اصطلاح قبلاً برای سایر اقشار نوظهور جامعه به کار می‌رفت. نظریه طبقه جدید میلوان جیلاس همچنین به‌طور گسترده توسط مفسران ضد کمونیسم در جهان غرب در انتقاد از دولت کمونیستی در طول جنگ سرد استفاده شد.
پرچم سرخ بورژوازی مترادف عبارت تحقیرآمیزی است که توسط منتقدان چپ و جنبش‌هایی مانند تظاهرات دانشجویی در ۱۹۶۸ بلگراد برای اصطلاح طبقه جدید، ساخته شده‌است. طبقه جدید همچنین از اواخر دهه ۱۹۶۰ به عنوان یک اصطلاح فراصنعتی در جامعه‌شناسی استفاده می‌شود.

## تحلیل میلوان جیلاس
نظریه «طبقه جدید» توسط میلوان جیلاس (۴ یا ۱۲ ژوئن ۱۹۱۱–۲۰ مارس ۱۹۹۵) معاون رئیس‌جمهوری جمهوری خلق فدرال یوگسلاوی تحت ریاست یوسیپ بروز تیتو (۷ مه ۱۸۹۲–۴ مه ۱۹۸۰) ارائه شد، که با تیتو در جنگ آزادیبخش خلق یوگسلاوی شرکت داشت ولی بعدها پاکسازی (سیاسی) شد و جیلاس شروع به دفاع از آرمان‌های دمکراتیک و مساوات‌خواهی کرد که به باور او بیشتر با ظاهر سوسیالیسم و کمونیسم مطابقت دارد. همچنین تضادهای شخصی بین آنان وجود داشت و مارشال تیتو احساس می‌کرد حضور جیلاس رهبری او را تضعیف می‌کند. نظریه طبقه جدید را می‌توان مخالف نظریه‌های برخی از کمونیست‌های حاکم، مانند ژوزف استالین در نظر گرفت که استدلال می‌کرد انقلاب‌ها یا اصلاحات اجتماعی آنها منجر به انقراض طبقه حاکمه می‌شود. مشاهده جیلاس به عنوان یکی از اعضای دولت کمونیستی بود که اعضای حزب وارد نقش طبقه حاکم شدند، مسئله‌ای که او باورمند بود باید از طریق انقلاب اصلاح شود. جیلاس کار اولیه خود را روی نظریه طبقه جدید خود در اواسط دهه ۱۹۵۰ به پایان رساند. کتابش زمانی که جیلاس در زندان بود، در سال ۱۹۵۷ در غرب با عنوان «طبقه جدید: تحلیلی از نظام کمونیستی» منتشر شد.
جیلاس اظهار داشت رابطه خاص طبقه جدید با ابزار تولید مربوط به کنترل سیاسی جمعی است و شکل مالکیت طبقه جدید کنترل سیاسی است. از نظر جیلاس، طبقه جدید نه تنها به دنبال بازتولید مادی گسترده‌است تا از نظر سیاسی وجود خود را برای طبقه کارگر توجیه کند بلکه به دنبال بازتولید گسترده کنترل سیاسی به عنوان نوعی مالکیت در خود است. این را می‌توان با سرمایه‌داری مقایسه کرد که به دنبال افزایش ارزش از طریق افزایش ارزش‌های بازار سهام است، اگرچه خود بازار سهام لزوماً افزایش ارزش کالاهای تولید شده را منعکس نمی‌کند. جیلاس از این استدلال در مورد اشکال مالکیت استفاده کرد تا نشان دهد چرا طبقه جدید علیرغم اینکه این فعالیت سطح بهره‌وری مادی را پایین می‌آورد، به دنبال رژه، راهپیمایی و نمایش بود. جیلاس پیشنهاد کرد طبقه جدید به آرامی از خود به عنوان یک طبقه آگاه شد. با رسیدن به خودآگاهی کامل، پروژه اولیه انجام شده صنعتی عظیم خواهد بود تا امنیت خارجی حاکمیت طبقه جدید در برابر طبقات حاکم خارجی یا بدیل را تقویت کند. در طرح جیلاس، این تقریباً به دهه‌های ۱۹۳۰ و ۱۹۴۰ در اتحاد جماهیر شوروی می‌رسد. از آنجایی که طبقه جدید در این دوره تمام منافع دیگر را به امنیت خود واگذار می‌نماید، اعضای خود را آزادانه اعدام و پاکسازی می‌کند تا به هدف اصلی خود یعنی امنیت به عنوان یک طبقه حاکم دست یابد. پس از به دست آمدن امنیت، طبقه جدید سیاست اعتدال را در قبال اعضای خود دنبال می‌کند و عملاً پاداش‌های مادی و آزادی فکر و عمل را در طبقه جدید اعطا می‌کند تا زمانی که این آزادی برای تضعیف حاکمیت طبقه جدید مورد استفاده قرار نگیرد. جیلاس این دوره را دوره حکومت خروشچف در اتحاد جماهیر شوروی معرفی کرد. با توجه به ظهور تضادهای سیاست در طبقه جدید، امکان کودتاهای کاخ یا انقلاب‌های پوپولیستی وجود دارد، همان‌طور که به ترتیب در لهستان و مجارستان تجربه شد. در نهایت، جیلاس یک دوره رکود اقتصادی را پیش‌بینی کرد زیرا آینده سیاسی طبقه جدید حول یک برنامه ثابت فساد و منفعت شخصی به ضرر سایر طبقات اجتماعی تثبیت شده بود. این را می‌توان به عنوان پیش‌بینی لئونید برژنف به اصطلاح دوره رکود توسط جیلاس تعبیر کرد.
در حالی که جیلاس اظهار داشت طبقه جدید یک طبقه اجتماعی با رابطه متمایز با ابزار تولید است ولی ادعا نکرد طبقه جدید با شیوه تولید خودپایدار همراه است. این ادعا در نظریه مارکسیستی استدلال می‌کند جوامع به سبک شوروی در نهایت یا باید به سمت سرمایه‌داری رو به عقب فروبریزند یا با انقلاب اجتماعی، سوسیالیسم واقعی را تجربه کنند. این را می‌توان پیش‌بینی فروپاشی اتحاد جماهیر شوروی دانست. رابرت دی. کاپلان در سال ۱۹۹۳ در کتاب ارواح بالکان: سفری در طول تاریخ نیز شامل بحثی با جیلاس است که از الگوی خود برای پیش‌بینی بسیاری از رویدادهایی استفاده کرد که بعدها در یوگسلاوی سابق رخ داد. مارکسیست‌هایی مانند ارنست مندل، جیلاس را به خاطر نادیده گرفتن وجود نظام اجتماعی - اقتصادی جدیدی مورد انتقاد قرار داده‌اند که نمی‌تواند با نظام طبقاتی قدیمی سازگاری داشته باشد.

### شباهت به تحلیل دیگران
در حالی که مفاهیم ویژهٔ جیلاس، توسعه اندیشهٔ خودش است ولی این ایده در اصل از او نیست که «دیوان‌سالاران در یک دولت معمولی به سبک مارکسیستی-لنینیستی به طبقه جدیدی تبدیل می‌شوند.»
- میخائیل باکونین این نکته را در مناظره‌های انجمن بین‌المللی کارگران با کارل مارکس در اواسط تا اواخر سده ۱۹ بیان کرده بود.
- این ایده پس از انقلاب روسیه توسط آنارشیست‌هایی مانند پتر کروپوتکین و نستور ماخنو و همچنین برخی مارکسیست‌ها تکرار شد.
- در سال ۱۹۱۱، روبرت میخلز برای اولین بار قانون آهنین الیگارشی را در کتاب جامعه‌شناسی احزاب سیاسی منتشر نمود که توسعه سلسله مراتب دیوان‌سالاری در احزاب ظاهراً مساوات‌خواه دموکراتیک سوسیالیست را توصیف کرده‌است.
- بعدها توسط یکی از رهبران انقلاب روسیه، لئون تروتسکی از طریق نظریه دولت منحط کارگری تکرار شد.
- مائو تسه تونگ نیز برداشت خود را از این ایده در طول جنبش آموزش سوسیالیستی برای انتقاد از حزب کمونیست چین تحت رهبری لیو شائوچی توسعه داد.
- کار فریدریش هایک همچنین بسیاری از انتقادات طبقه جدید جیلاس را بدون قرار دادن آنها در یک بافت مارکسیستی، مانند کتاب «راه به سوی بردگی» پیش‌بینی کرد.
- نومحافظه‌کاران آمریکایی تحلیل طبقه جدید را در نظریه خود از دولت مدیریت اقتباس کردند.
- انتقادات کارل پوپر از تعقیب‌های اجتماعی آرمان‌شهری در «جامعه باز و دشمنانش»، به‌ویژه در یادداشت ۶ فصل ۱۸ و متن مرتبط، به‌طور چشمگیری مشابه دیدگاه‌های جیلاس است. این طیف وسیع از مردم در طول دهه‌ها دیدگاه‌های متفاوتی در مورد این موضوع داشتند ولی تا حدی توافق هسته‌ای نیز در مورد این ایده وجود داشت. با این احوال، برداشت جیلاس از طبقه جدید به‌طور مستقل توسعه یافته‌است.

## جان کنت گالبرایت و جامعه‌شناسی فراصنعتی
جان کنت گالبرایت اقتصاددان کانادایی-آمریکایی نیز در مورد پدیده مشابهی در سرمایه‌داری نوشت، ظهور یک لایه تکنوکرات در کتاب‌های «دولت صنعتی جدید» و «جامعه مرفه». مدل طبقه جدید به عنوان نظریه گروه‌های اجتماعی جدید در جوامع فراصنعتی در طول دهه ۱۹۷۰ با توجه به اینکه چگونه گروه‌های طبقه جدید توسط جهت‌گیری‌های پسا مادی در تعقیب اهداف سیاسی و اجتماعی شکل می‌گرفتند، در دهه ۱۹۷۰ برتری یافت. مضامین طبقه جدید «دیگر رابطه مستقیمی با الزامات امنیت اقتصادی ندارند».

## ویژگی‌ها
- ریشه در درون پرولتاریا دارد.
- با پرولتاریا اشتراک منافع دارد.
- مخالف نظام سرمایه‌داری است.
- به کمک انبوه زحمتکشان متکی است.
- به تامین جریان عادی تولید اهمیت می‌دهد.
- به طبقه کارگر برای رهایی از فقر کمک می‌کند.
- نیازمند همکاری طبقه کارگر برای کار صنعتی است.
- با فعالیت پرولتاریا و روستاییان حکومت را تصاحب می‌کند.
- تا هنگام تصاحب حکومت، حامی و مدافع منافع طبقه کارگر است.
- بر تفکر و اندیشه دسته پیشرو پرولتاریا و بعد خود پرولتاریا تسلط انحصاری می‌یابد.[۸]